# A hazugsággyáros
A hazugsággyáros (Shattered Glass) 2003-ban bemutatott színes, amerikai-kanadai játékfilm Billy Ray rendezésében.

## Cselekmény
1998-ban a jónevű New Republic című lapnál csupa ambiciózus fiatal újságíró dolgozott. Egyikük, Stephen Glass (Hayden Christensen) egy komoly szoftvercég ellen támadó tini-hacker történetét írja meg. Aztán az egyik konkurens újságírónak (Steve Zahn) szemet szúr, hogy a cikk összes forrása elérhetetlen, a telefonokat nem veszik fel, az e-mailekre nem reagálnak. Gyanakodni kezd, mi van, ha a fiatal kolléga csak kitalálta az egészet? Stephen a szerkesztőségben valódi közönségkedvenc, mindenkinek a kedvében jár, a nők imádják, a férfiak büszkék, hogy vele dolgozhatnak. A kollégák közül egyedül az új főszerkesztőben, Chuckban (Peter Sarsgaard) ébred gyanú, aki úgy érzi, az egész magazin becsülete forog kockán.
A film igaz történeten alapul, melyet Buzz Bissinger Pulitzer-díjas újságíró adott tovább Billy Ray író-rendezőnek. 

## Szereplők
| Szerep               | Színész                   | Szinkronhang        |
| -------------------- | ------------------------- | ------------------- |
| Stephen Glass        | Hayden Christensen        | Moser Károly        |
| Charles "Chuck" Lane | Peter Sarsgaard           | Kálloy Molnár Péter |
| Caitlin Avey         | Chloë Sevigny             | Vadász Bea          |
| Andy Fox             | Rosario Dawson            | Törtei Tünde        |
| Amy Brand            | Melanie Lynskey           | Zsigmond Tamara     |
| Michael Kelly        | Hank Azaria               | Mihályi Győző       |
| Adam Penenberg       | Steve Zahn                | Schneider Zoltán    |
| Lewis Estridge       | Mark Blum                 | Csernák János       |
| Catarina Bannier     | Simone-Elise Girard       |                     |
| David Bach           | Chad Donella              | Seder Gábor         |
| Aaron Bluth          | Jamie Elman               | Kossuth Gábor       |
| Rob Gruen            | Luke Kirby                | Szatmári Attila     |
| Kambiz Foroohar      | Cas Anvar                 | Rosta Sándor        |
| Gloria               | Linda Smith               |                     |
| Marty Peretz         | Ted Kotcheff              |                     |
| Ian Restil           | Owen Rotharmel            | Czető Roland        |
| George Sims          | Bill Rowat                |                     |
| Ian anyja            | Michele Scarabelli        |                     |
| Joe Hiert            | Terry Simpson             |                     |
| Michael              | Louis Philippe Dandenault |                     |
| Joe                  | Morgan Kelly              |                     |
| Cade                 | Christian Tessier         |                     |
| Jason                | James Berlingieri         |                     |
| Seth                 | Brett Watson              |                     |
| Alec Shumpert        | Andrew Airlie             |                     |
| Emmit Rich           | Russell Yuen              |                     |
| Biztonsági őr        | Phillip Cole              |                     |
| Glass ügyvédje       | Mark Camacho              |                     |
| Chuck fia            | Ian Blouin                |                     |
| Kelly kolléganője    | Lynne Adams               |                     |
| Mrs. Duke            | Caroline Goodall          | Menszátor Magdolna  |
| Megan                | Brittany Drisdelle        |                     |